# NASDA
NASDA era l'acronimo per National Space Development Agency cioè l'agenzia nazionale per lo sviluppo spaziale del Giappone. Fu fondata il 1º ottobre 1969. Il quartier generale era il Tanegashima Space Center, che si trova sull'isola di Tanegashima, circa 115 km a sud di Kyūshū. Il centro di ricerca al suolo era sull'Isola Christmas (Kiribati).
Il 1º ottobre 2003, la NASDA venne sostituita dalla JAXA (Japan Aerospace eXploration Agency), l'attuale agenzia spaziale giapponese, fondendosi con l'ISAS (istituto spaziale e delle scienze astronautiche) e con il NAL (laboratorio nazionale aerospaziale giapponese).